# Gli anni ruggenti
Gli anni ruggenti è un film del 1962 diretto da Luigi Zampa.
Il soggetto è liberamente ispirato alla commedia L'ispettore generale di Nikolaj Gogol'.

## Trama
1937. Omero Battifiori è un giovane assicuratore che crede nel fascismo. Per ragioni di lavoro è inviato nel piccolo comune pugliese di Gioiavallata, dove viene scambiato per un gerarca del Partito Nazionale Fascista inviato da Roma a compiere un'ispezione politico-amministrativa. All'origine dell'equivoco sono la sua provenienza dalla capitale e una lettera ricevuta dal podestà Salvatore Acquamano, con la quale un suo parente della prefettura di Taranto lo metteva in guardia dall'arrivo di un funzionario del partito che intendeva compiere una visita in incognito.
I vertici locali del partito sono convinti che l'ispezione debba far luce sulle malefatte con cui si sono arricchiti a spese della finanza pubblica, operando soprusi a danno della povera gente. Cercano così di correre ai ripari, riservando al giovane assicuratore, che credono sia il funzionario del partito in incognito, un'accoglienza calorosa e servile, imbastendo così una commedia tanto complicata quanto, di fatto, inutile.
Il dottor De Vincenzi, un medico antifascista, rivela infine a Omero la verità. Chiarito l'equivoco, rompe con lui la figlia del podestà, con cui nel frattempo Omero si stava fidanzando. Mentre arriva il gerarca vero, che dimostra di andare subito d'accordo con podestà e soci, Omero riparte, con una nuova consapevolezza sulla realtà del fascismo.

## Critica
Il regista si dispiacque del fatto che la critica aveva considerato il suo film una farsa o poco più, disimpegnata, quando invece, come scriverà Enrico Giacovelli, «nessun film serio esprime meglio di questa commedia a equivoci il fondo di tragedia storica e mortificazione umana che si cela sotto la farsa impettita del regime fascista». Secondo Alberto Pezzotta, nel descrivere l'Italia del fascismo Zampa allude anche all'Italia del boom economico e al fatto che il fascismo sopravviveva ancora in molti italiani.
Luigi Zampa, che aveva partecipato alla «fioritura del neorealismo con Vivere in pace e Anni difficili»,  in seguito sempre più si identificherà per il contrasto contro ogni sistema politico e sociale che intrappoli il "piccolo uomo", in questo caso attraverso una satira feroce di questi personaggi prototipi degli anni Trenta, quando il fascismo è nel pieno del suo slancio 

## Produzione
Gli esterni furono girati ai Sassi di Matera, a Ostuni e ad Alberobello. Al Teatro Mercadante di Altamura furono girate alcune scene in interni, con il sipario originale. Nonostante l'ambientazione pugliese, nel film i personaggi parlano con accento campano.

## Distribuzione
Il film è stato distribuito in home video con il titolo Anni ruggenti, corrispondente a quello che appariva sui manifesti d'epoca (mentre nei titoli di testa il titolo esatto è Gli anni ruggenti).

## Curiosità
La censura fece eliminare una scena in cui un prete benediceva i volontari fascisti che partono per la Guerra di Spagna.
Al sesto minuto del film si nota un anacronismo: viene inquadrato l'esterno di un cinema che espone due locandine, una è quella di Ginevra degli Almieri (1936) che è coerente con l'anno di ambientazione del film (1937); l'altra è del film La corriera della morte, che è del 1950, e quindi posteriore di tredici anni.
Le scene relative allo spostamento delle mucche durante la "visita ispettiva", in realtà appare come un palese riferimento alla vicenda degli anni del film relativa alle "vacche di Fanfani".

## Riconoscimenti
Il film si è aggiudicato la vela d'argento al Festival di Locarno (1962).